# Rockingham County (Virginia)
Rockingham County ist ein County im Bundesstaat Virginia der Vereinigten Staaten. Im Jahr 2020 hatte das County 83.757 Einwohner und eine Bevölkerungsdichte von 38 Einwohner pro Quadratkilometer. Der Verwaltungssitz (County Seat) ist Harrisonburg.

## Geographie
Rockingham County liegt im Nordwesten von Virginia, grenzt im Westen an West Virginia und hat eine Fläche von 2210 Quadratkilometern, wovon sechs Quadratkilometer Wasserfläche sind. Es grenzt im Uhrzeigersinn an folgende Countys: Shenandoah County, Page County, Greene County, Albemarle County und Augusta County.

## Geschichte
Gebildet wurde es 1778 aus Teilen des Augusta County. Benannt wurde es nach dem Charles Watson-Wentworth, 2. Marquess of Rockingham, einem britischen Staatsmann.

## Demografische Daten

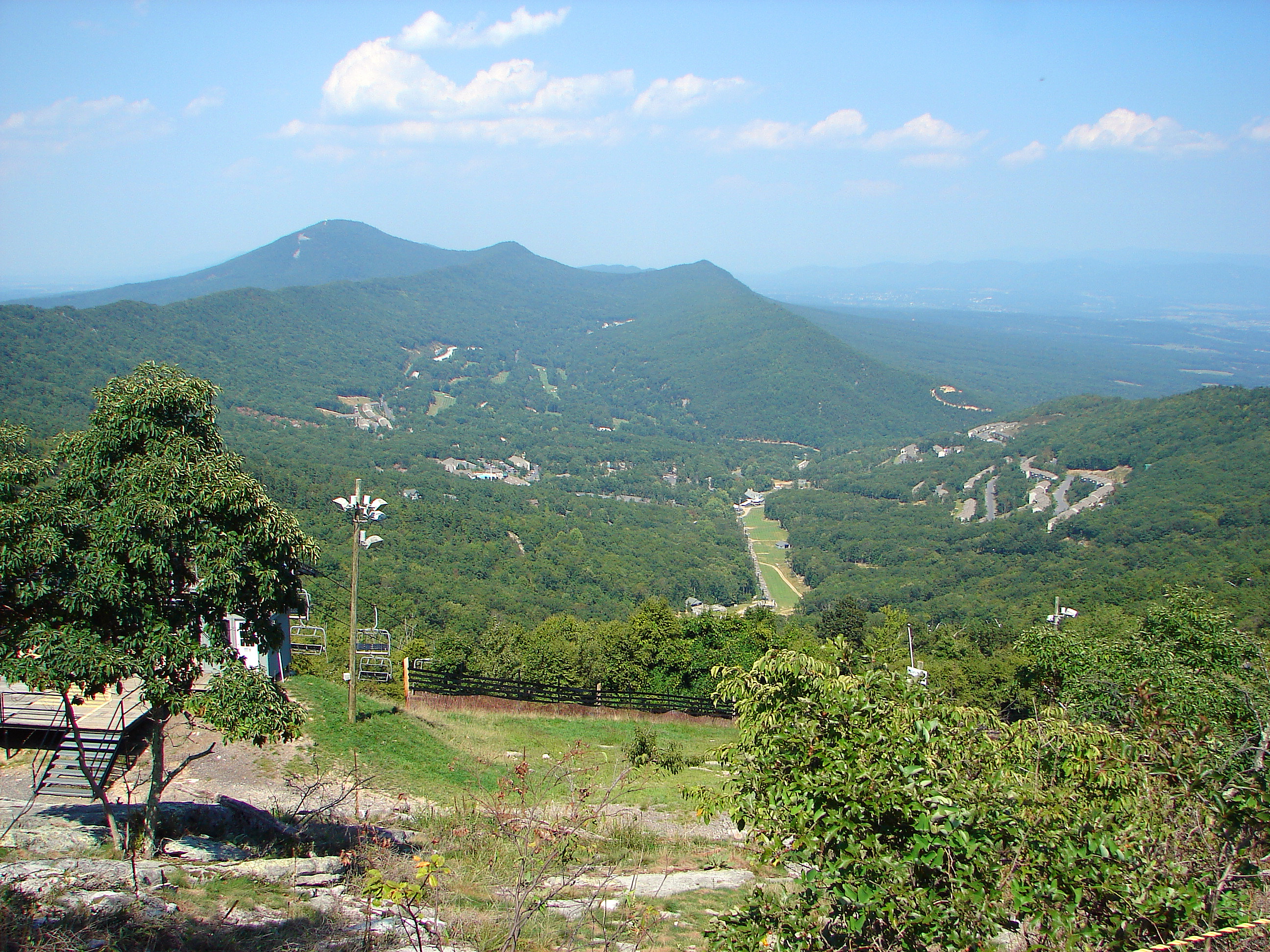
Das Massanutten Ski Resort, vom Massanutten Mountain aus gesehen

Nach der Volkszählung im Jahr 2000 lebten im Rockingham County 67.725 Menschen in 25.355 Haushalten und 18.889 Familien. Die Bevölkerungsdichte betrug 31 Einwohner pro Quadratkilometer. Ethnisch betrachtet setzte sich die Bevölkerung zusammen aus 96,58 Prozent Weißen, 1,36 Prozent Afroamerikanern, 0,13 Prozent amerikanischen Ureinwohnern, 0,29 Prozent Asiaten, 0,01 Prozent Bewohnern aus dem pazifischen Inselraum und 0,90 Prozent aus anderen ethnischen Gruppen; 0,73 Prozent stammten von zwei oder mehr Ethnien ab. 3,28 Prozent der Bevölkerung waren spanischer oder lateinamerikanischer Abstammung.
Von den 25.355 Haushalten hatten 32,9 Prozent Kinder und Jugendliche unter 18 Jahre, die bei ihnen lebten. 62,4 Prozent waren verheiratete, zusammenlebende Paare, 7,9 Prozent waren allein erziehende Mütter, 25,5 Prozent waren keine Familien, 21,2 Prozent waren Singlehaushalte und in 9,1 Prozent lebten Menschen im Alter von 65 Jahren oder darüber. Die Durchschnittshaushaltsgröße betrug 2,61 und die durchschnittliche Familiengröße lag bei 3,02 Personen.
Auf das gesamte County bezogen setzte sich die Bevölkerung zusammen aus 24,6 Prozent Einwohnern unter 18 Jahren, 8,7 Prozent zwischen 18 und 24 Jahren, 28,9 Prozent zwischen 25 und 44 Jahren, 23,8 Prozent zwischen 45 und 64 Jahren und 13,9 Prozent waren 65 Jahre alt oder darüber. Das Durchschnittsalter betrug 38 Jahre. Auf 100 weibliche Personen kamen 97,0 männliche Personen. Auf 100 Frauen im Alter von 18 Jahren oder darüber kamen statistisch 94,3 Männer.

Das jährliche Durchschnittseinkommen eines Haushalts betrug 40.748 USD, das Durchschnittseinkommen der Familien betrug 46.262 USD. Männer hatten ein Durchschnittseinkommen von 30.618 USD, Frauen 21.896 USD. Das Prokopfeinkommen betrug 18.795 USD. 5,3 Prozent der Familien und 8,2 Prozent der Bevölkerung lebten unterhalb der Armutsgrenze. Davon waren 9,1 Prozent Kinder oder Jugendliche unter 18 Jahre und 9,7 Prozent waren Menschen über 65 Jahre.

Alterspyramide des Rockingham County

## Gemeindegliederung
(Einwohner nach dem United States Census 2010)
| Towns 1. Bridgewater (5.644) 2. Broadway (3.691) 3. Dayton (1.530) 4. Elkton (2.726) 5. Grottoes 1 (2.668) 6. Mount Crawford (433) 7. Timberville (2.522) | Towns 1. Bridgewater (5.644) 2. Broadway (3.691) 3. Dayton (1.530) 4. Elkton (2.726) 5. Grottoes 1 (2.668) 6. Mount Crawford (433) 7. Timberville (2.522) | Census-designated places (CDP) 1. Belmont Estates (1.263) 2. Keezletown (369) 3. Linville (355) 4. Massanetta Springs (4.833) 5. Massanutten (2.291) 6. McGaheysville (978) 7. Port Republic (408) 8. Singers Glen (195) | Census-designated places (CDP) 1. Belmont Estates (1.263) 2. Keezletown (369) 3. Linville (355) 4. Massanetta Springs (4.833) 5. Massanutten (2.291) 6. McGaheysville (978) 7. Port Republic (408) 8. Singers Glen (195) |
| Unincorporated Communities | | | |
| - Bergton - Berrytown - Briery Branch - Clover Hill - Cootes Store - Criders - Cross Keys                                                                 | - Dale Enterprise - Edom - Fulks Run - Hinton - Inglewood - Lacey Spring - Lilly                                                                          | - Mauzy - Mayland - Montezuma - Mount Clinton - New Erection - Penn Laird - Pleasant Valley | - Rawley Springs - Sparkling Springs - Spring Creek - Stemphleytown - Tenth Legion - Turleytown - Yankeetown |